# Mareks Jurevičus
Mareks Jurevičus (Liepāja, 17 gennaio 1985) è un ex cestista lettone.
Alto 198 cm, giocava come guardia e ala piccola.

## Carriera
Nel 2011-12 ha militato nell'Assi Basket Ostuni. In precedenza ha vestito le maglie del BK Liepājas, del BK Ventspils e della Scaligera Verona.
Ha preso parte ai FIBA EuroBasket 2011 con la Lettonia.

## Palmarès
- Campionato lettone: 1

Ventspils: 2008-09